# منطقة جوانبور
منطقة جوانبور رمزها «JU» (بالإنجليزية: Jaunpur  District)‏ ، هو تقسيم إداري لدولة الهند تتبع ولاية أتر برديش (بالإنجليزية: Uttar  Pradesh)‏ ، مركزها هو مدينة جوانبور (بالإنجليزية: Jaunpur)‏ عدد سكانها حسب تعداد سنة 2001 هو 3,911,305 ، مساحتها 4,038 كم² وكثافة السكان 969 لكل كم² .

## أعلام
- ملا محمود الفاروقي الجونفوري